# Стікні (Іллінойс)
Стікні (англ. Stickney) — селище (англ. village) в США, в окрузі Кук штату Іллінойс. Населення — 7110 осіб (2020).

## Географія
Стікні розташоване за координатами 41°49′1″ пн. ш. 87°46′25″ зх. д. / 41.81694° пн. ш. 87.77361° зх. д. (41.817025, -87.773700).  За даними Бюро перепису населення США в 2010 році селище мало площу 5,08 км², з яких 4,99 км² — суходіл та 0,09 км² — водойми.

## Демографія
Згідно з переписом 2010 року, у селищі мешкало 6786 осіб у 2826 домогосподарствах у складі 1529 родин. Густота населення становила 1336 осіб/км².  Було 3000 помешкань (591/км²).
Расовий склад населення:
| - 67,8 % — білих - 2,5 % — чорних або афроамериканців - 1,5 % — азіатів - 0,5 % — корінних американців - 0,1 % — вихідців з тихоокеанських островів - 25,2 % — осіб інших рас |

До двох чи більше рас належало 2,5 %. Частка іспаномовних становила 50,9 % від усіх жителів.
За віковим діапазоном населення розподілялося таким чином: 22,0 % — особи молодші 18 років, 65,2 % — особи у віці 18—64 років, 12,8 % — особи у віці 65 років та старші. Медіана віку мешканця становила 35,7 року. На 100 осіб жіночої статі у селищі припадало 102,0 чоловіків;  на 100 жінок у віці від 18 років та старших — 99,9 чоловіків також старших 18 років.
Середній дохід на одне домашнє господарство  становив 63 729 доларів США (медіана — 51 491), а середній дохід на одну сім'ю — 70 142 долари (медіана — 56 890). За межею бідності перебувало 7,6 % осіб, у тому числі 8,1 % дітей у віці до 18 років та 2,4 % осіб у віці 65 років та старших.
Цивільне працевлаштоване населення становило 3346 осіб. Основні галузі зайнятості: виробництво — 18,9 %, науковці, спеціалісти, менеджери — 13,4 %, освіта, охорона здоров'я та соціальна допомога — 12,9 %.